# 施瓦岑贝格 (福拉尔贝格州)
施瓦尔岑贝格是奥地利福拉尔贝格州布雷根茨县的一个市镇。总面积25.76平方公里，总人口1900人，人口密度73.8人/平方公里（2006年）。